# Großsteingräber bei Bohmstedt
Die Großsteingräber bei Bohmstedt waren zwei megalithische Grabanlagen der jungsteinzeitlichen Nordgruppe der Trichterbecherkultur bei Bohmstedt im Kreis Nordfriesland in Schleswig-Holstein. Von diesen ist heute nur noch eine erhalten. Das zerstörte Grab wurde auch als Stindäse oder Steendesch bezeichnet und trägt die Fundplatznummer Bohmstedt LA 8. Das erhaltene Grab wird auch als Stinoben bezeichnet und trägt die Fundplatznummer Bohmstedt LA 20.

## Lage
Das erhaltene Grab befindet sich etwa 3,2 km ostsüdöstlich der Ortsmitte von Bohmstedt und gut 400 m südöstlich des Forsthauses Waldheim im Waldgebiet Haaks, nur wenige Meter nördlich der Gemeindegrenze zu Ahrenshöft. Etwa 100 m südöstlich liegt das Großsteingrab Ahrenshöft. In der näheren Umgebung der beiden Großsteingräber gibt es mehrere Grabhügel.

## Beschreibung

### Grab LA 8
Die Anlage besaß ein längliches Hünenbett, dessen Reste sich Mitte des 20. Jahrhunderts nur noch undeutlich im Gelände abhoben. Zur Orientierung und den Maßen des Betts liegen keine Angaben vor. Am Standort des Grabes wurden zahlreiche Stücke gebrannten Feuersteins gefunden, die vom Bodenpflaster einer zerstörten Grabkammer stammen. Maße, Orientierung und Typ der Kammer lassen sich nicht mehr rekonstruieren.

### Grab LA 20
Die Anlage besitzt ein westnordwest-ostsüdöstlich orientiertes längliches Hünenbett. Zu den Maßen liegen keine Angaben vor. Die Hügelschüttung ist durch Pflanzgräben zerschnitten und weist im Osten zudem weitere Eingrabungen auf. Sämtliche Steine der Umfassung und der Grabkammer sind entfernt.